# Bahnhof Fujieda
Der Bahnhof Fujieda (jap. 藤枝駅, Fujieda-eki) ist ein Bahnhof auf der japanischen Insel Honshū, betrieben von der Bahngesellschaft JR Central. Er befindet sich in der Präfektur Shizuoka auf dem Gebiet der Stadt Fujieda.

## Verbindungen
Fujieda ist ein Zwischenbahnhof und früherer Anschlussbahnhof an der von JR Central betriebenen Tōkaidō-Hauptlinie, einer der bedeutendsten Bahnstrecken Japans. Regionalzüge verkehren, abhängig von Streckenabschnitt und Tageszeit, drei- bis sechsmal pro Stunde zwischen Atami und Toyohashi. Während der Verkehrsspitzen verkehren zwischen Numazu und Hamamatsu zusätzliche Home Liner (ホームライナー), Eilzüge mit reservierten Sitzplätzen.

## Anlage
Der Bahnhof steht im Stadtteil Ekimae, südlich des Stadtzentrums. Die Anlage ist von Osten nach Westen ausgerichtet und besitzt fünf Gleise, von denen drei dem Personenverkehr dienen. Diese liegen an einem überdachten Mittelbahnsteig und an einem Seitenbahnsteig. Das Empfangsgebäude besitzt die Form eines Reiterbahnhofs, der beide Bahnsteige überspannt. Daran angrenzend stellt eine breite, überdachte Fußgängerbrücke eine durchgehende Verbindung über die gesamte Anlage her. An der Südwestseite steht das im Jahr 2010 eröffnete, 14 Stockwerke hohe Einkaufszentrum Ole Fujieda mit angeschlossenem Hotel. Auf beiden Bahnhofsvorplätzen befinden sich kleine Busterminals, von wo aus mehrere Buslinien der Gesellschaft Shizutetsu Justline verkehren.
Im Jahr 2016 zählte der Bahnhof täglich durchschnittlich 11.404 Fahrgäste.

## Bilder

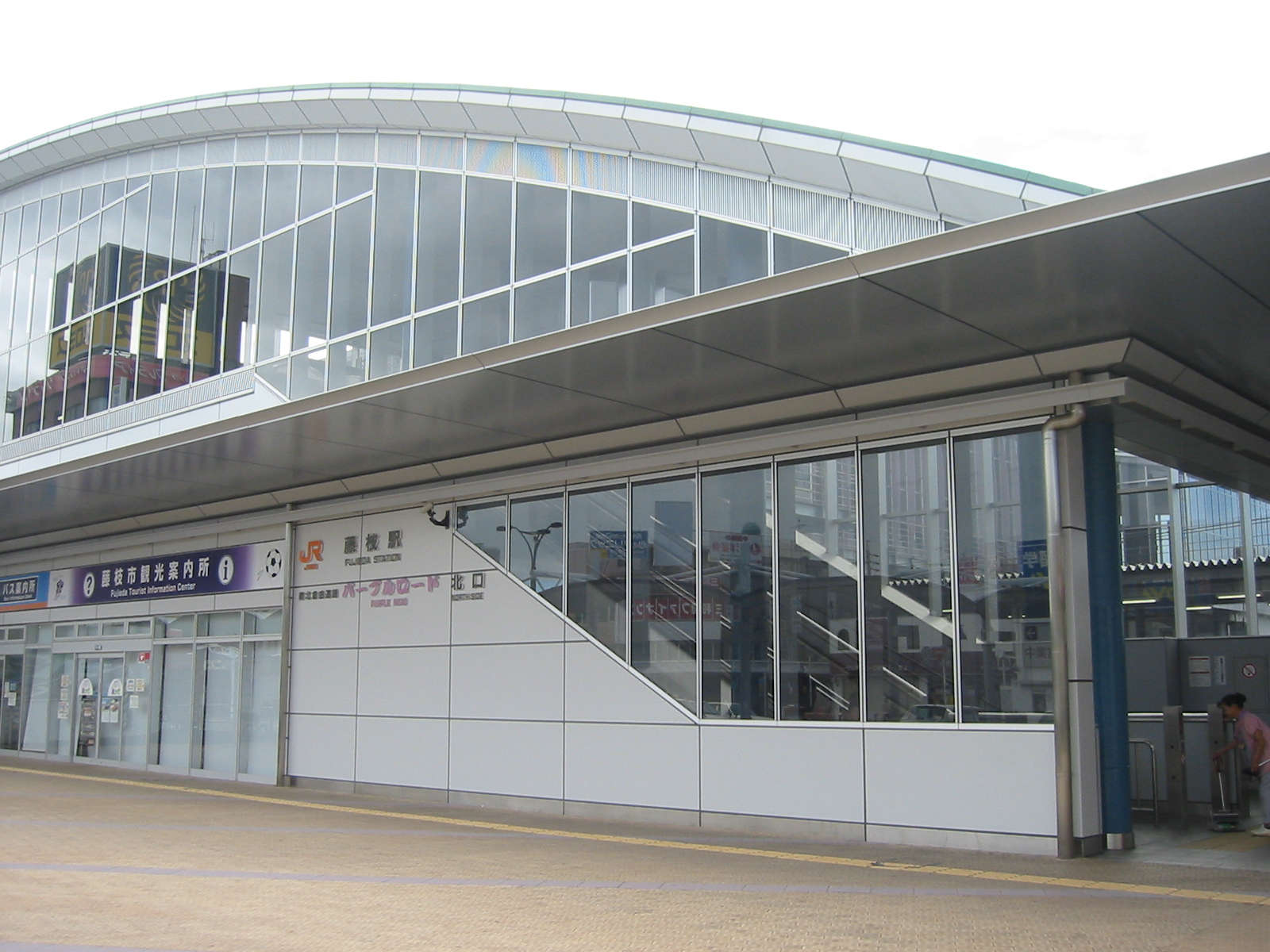
Nördlicher Eingang
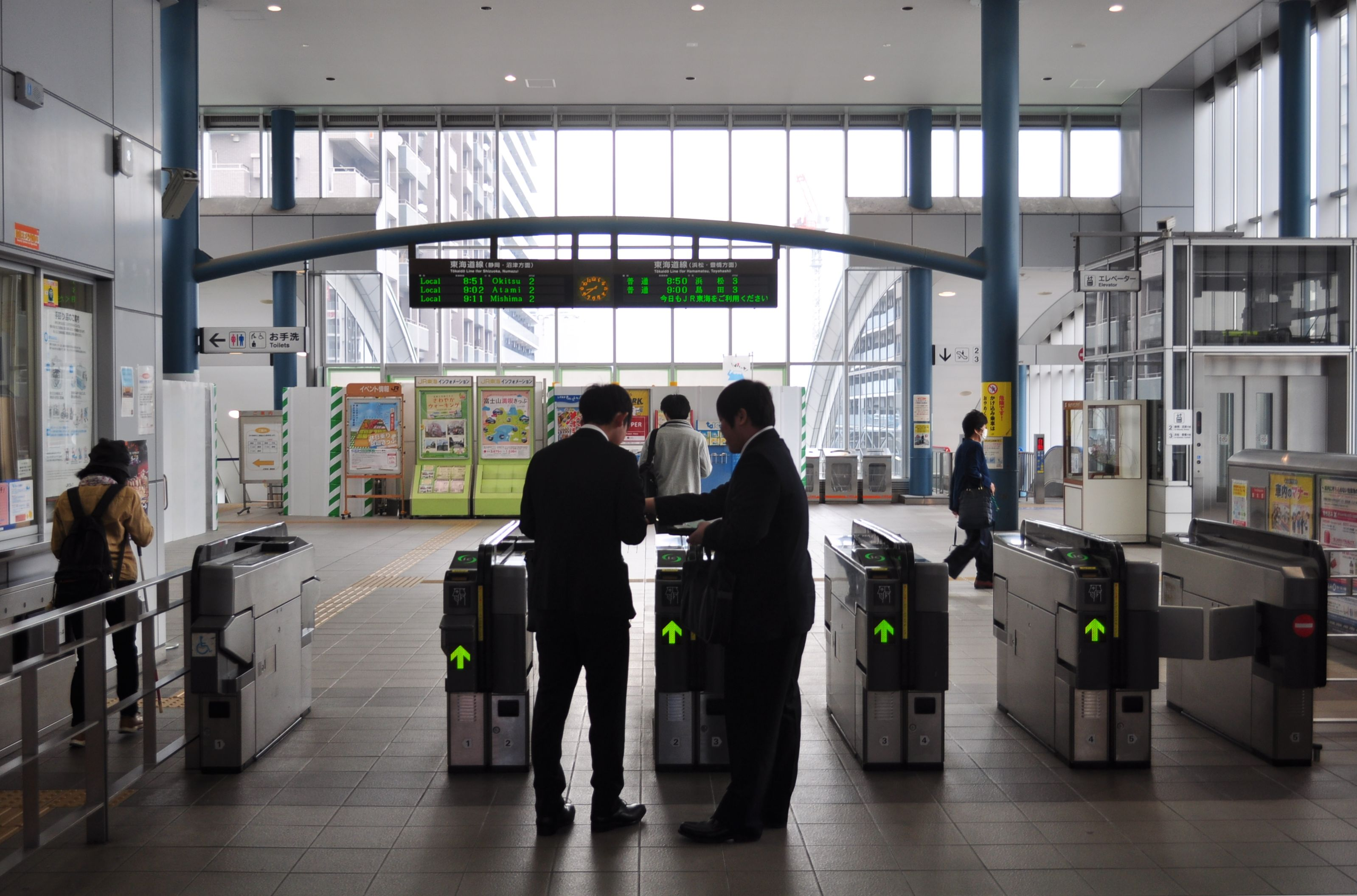
Bahnsteigsperren
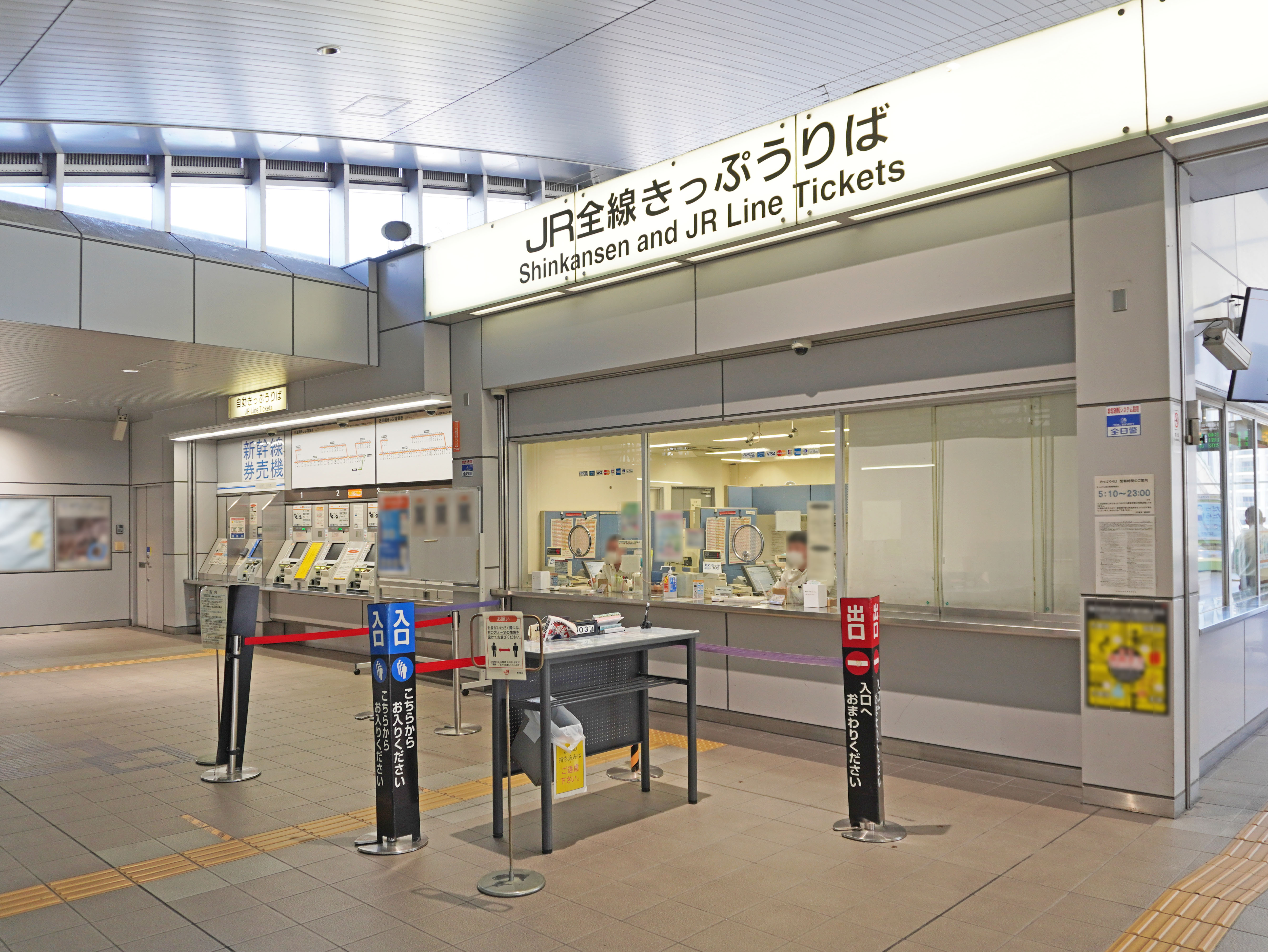
Verkaufsschalter
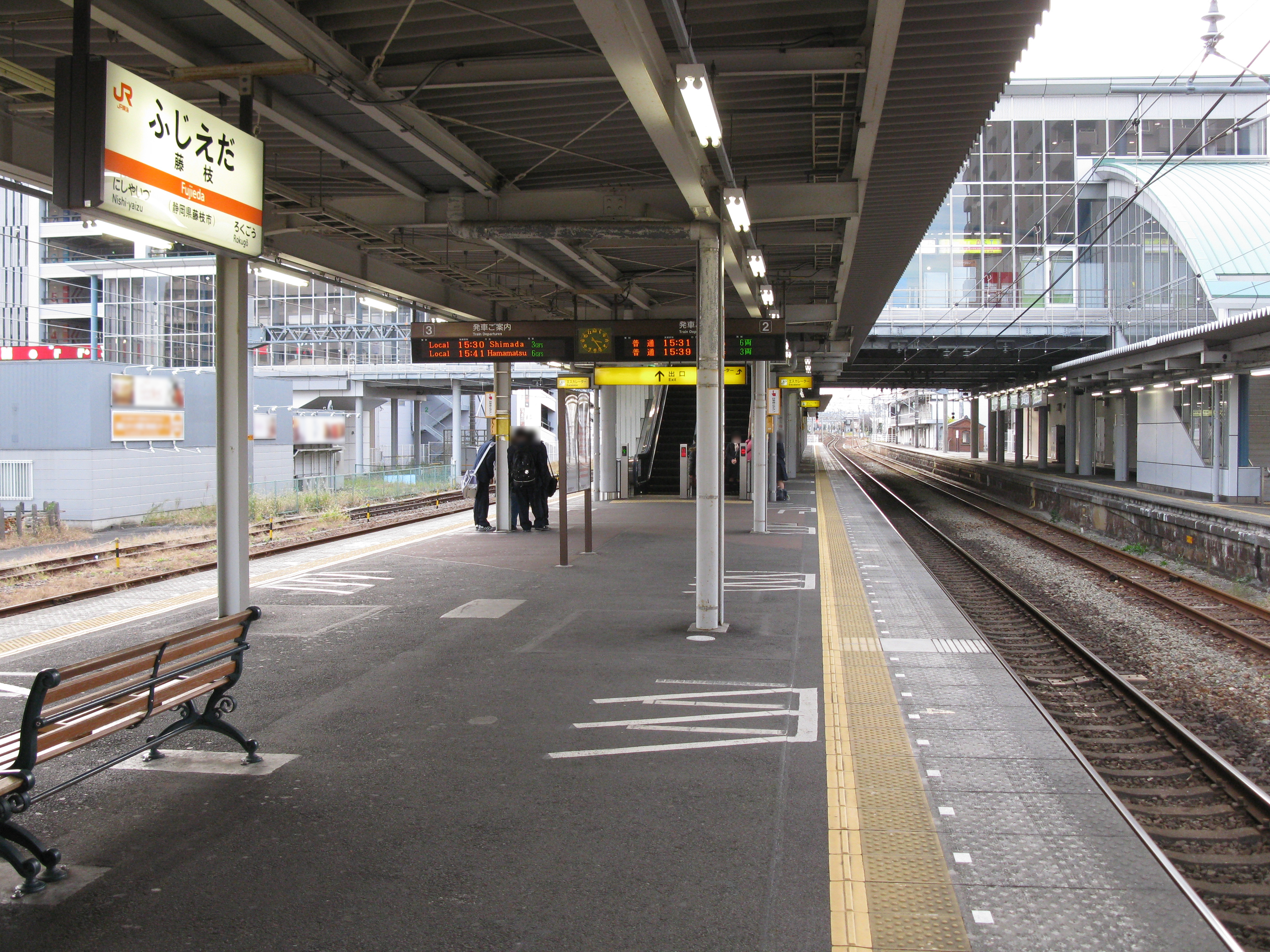
Bahnsteig
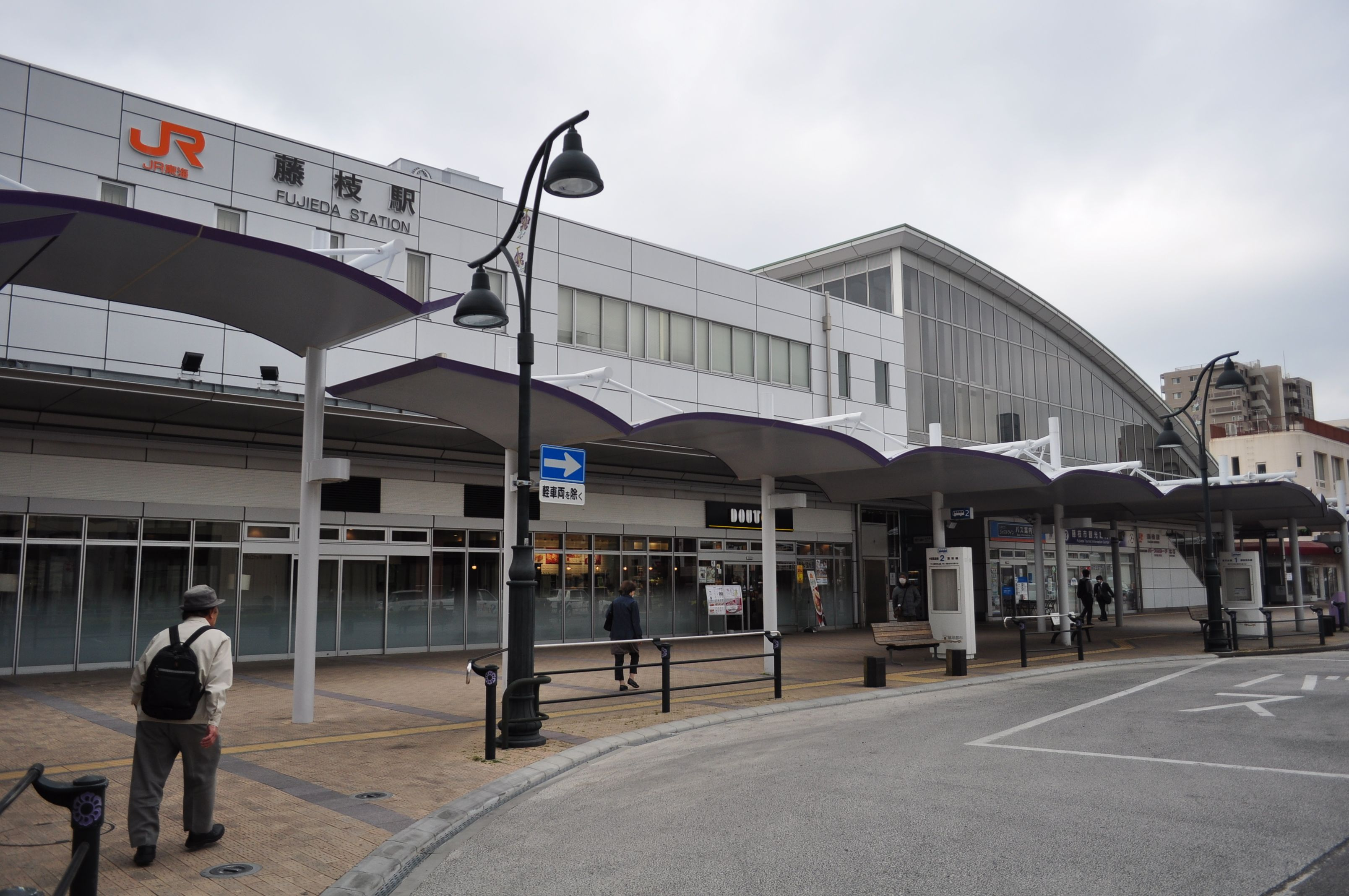
Nordausgang des Bahnhofs Fujieda

## Linien
| Verlauf der Tōkaidō-Hauptlinie (Atami–Toyohashi) |
| --- |
| Atami • Kannami • Mishima • Numazu • Katahama • Hara • Higashi-Tagonoura • Yoshiwara • Fuji • Fujikawa • Shin-Kambara • Kambara • Yui • Okitsu • Shimizu • Kusanagi • Higashi-Shizuoka • Shizuoka • Abekawa • Mochimune • Yaizu • Nishi-Yaizu • Fujieda • Rokugō • Shimada • Kanaya • Kikugawa • Kakegawa • Aino • Fukuroi • Iwata • Toyodachō • Tenryūgawa • Hamamatsu • Takatsuka • Maisaka • Bentenjima • Araimachi • Washizu • Shinjohara • Futagawa • Toyohashi |

## Geschichte

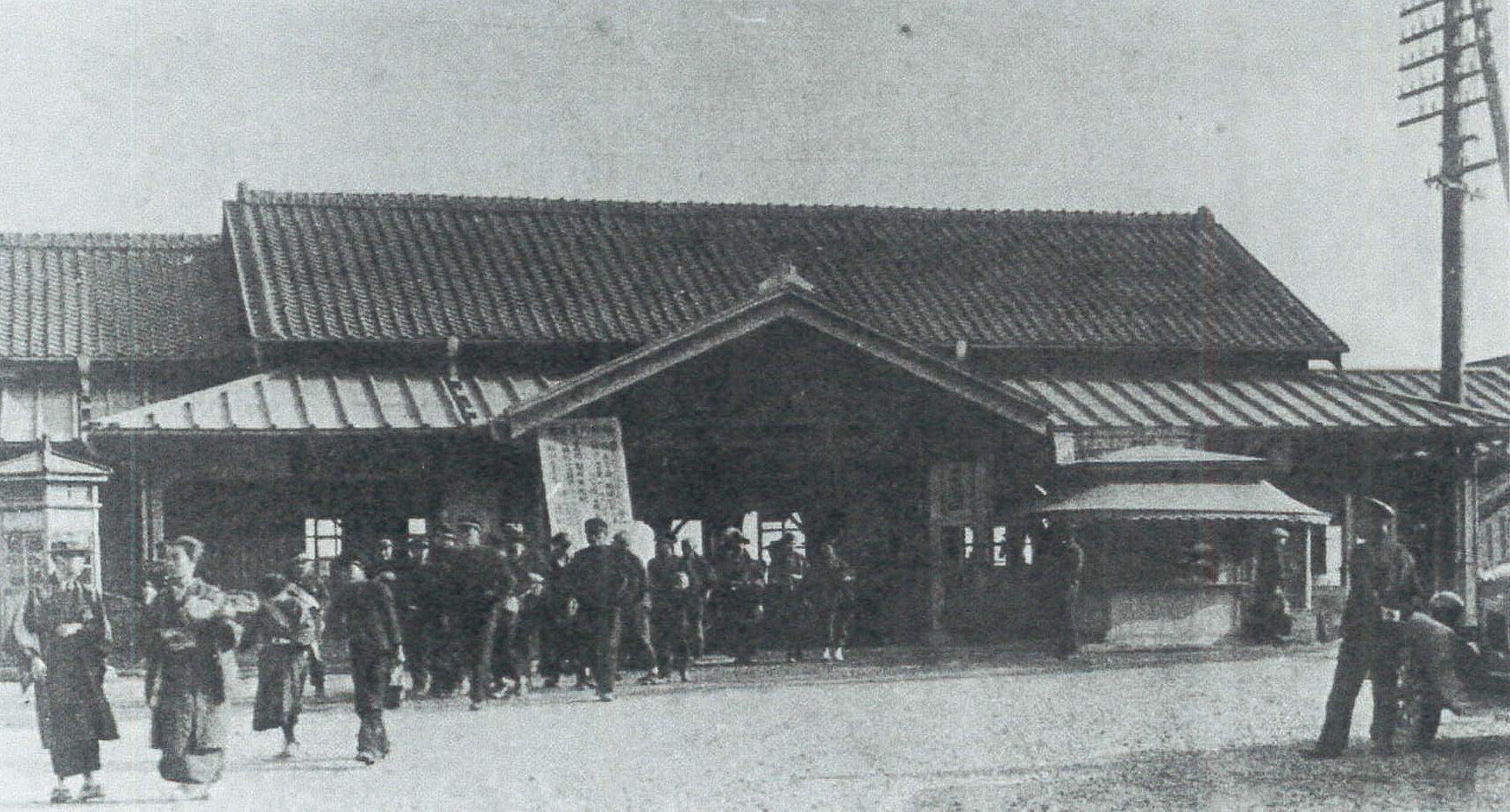
Empfangsgebäude um 1935

Die staatliche Eisenbahnverwaltung eröffnete den Bahnhof am 16. April 1889, zusammen mit dem Abschnitt Shizuoka–Hamamatsu der Tōkaidō-Hauptlinie. Er war zwar nach der Stadt Fujieda benannt, lag aber auf dem Gebiet der bis 1954 eigenständigen Nachbargemeinde Aojima. Hida Hamagoro, ein ranghoher Beamter des Kaiserlichen Hofamts, starb elf Tage nach der Eröffnung bei einem Unfall: Nach einer Toilettenpause im Bahnhof wollte er auf den abfahrenden Schnellzug springen und wurde dabei überfahren. Dieser Unfall führte dazu, dass kurz darauf erstmals Züge mit Toiletten verkehrten.
Am 16. November 1913 eröffnete die lokale Bahngesellschaft Tōsō Tetsudō den ersten Abschnitt einer Überlandstraßenbahn, die später unter dem Namen Sun’en-Linie bekannt war und von der Shizuoka Tetsudō betrieben wurde. Die in der Nähe des Bahnhofs gelegene Straßenbahnhaltestelle Shin-Fujieda (新藤枝) bestand bis 1. August 1970. Aus Kostengründen stellte die Japanische Staatsbahn am 1. November 1986 den Güterumschlag ein. Im Rahmen der Staatsbahnprivatisierung ging der Bahnhof am 1. April 1987 in den Besitz der neuen Gesellschaft JR Central über. Das bisherige Empfangsgebäude wurde im September 2006 nach zweijähriger Bauzeit durch einen Neubau ersetzt.